# Čatyr-Köl
Čatyr-Köl (Kirgizisch: Чатыр–Көл) of Tsjatyr-Koel Russisch: Чатыр-Куль) is een volledig ongeschonden zoetwatermeer in de Oblast Naryn van Kirgizië en ligt orografisch gezien in het centrale deel van de Tiensjan. Het meer valt binnen het natuurreservaat Zapovednik Karatal-Ǧapyryk en wordt sinds 8 november 2005 erkend als een watergebied van internationaal belang in de Conventie van Ramsar. Het bekken waar het meer ligt maakt deel uit van de oude zijderoute die met China is verbonden via de Torugartpas.
Aan het meer broedt een stabiele populatie Indische ganzen (Anser indicus), een soort die op de rand van uitsterven staat in Kirgizië. Ook is het een belangrijk ruigebied voor casarca's (Tadorna ferruginea). Met 5.000 à 10.000 individuen is een groot aandeel van de Centraal-Aziatische populatie afhankelijk van het gebied. Daarnaast is het tijdens de voor- en najaarstrek een pleisterplaats voor meerdere soorten grondel- en duikeenden, waaronder de pijlstaart (Anas acuta), zomertaling (Spatula querquedula), wintertaling (Anas crecca) en witoogeend (Aythya nyroca).